# Kanikourgan
Kanikourgan (en russe : Каникурга́н) est un village du raïon de Blagovechtchensk dans l'oblast de l'Amour en fédération de Russie.
Il dépend administrativement du village de Grodekovo.

## Géographie
Le village de Kanikourgan se trouve sur la rive gauche du fleuve Amour, au confluent de celui-ci avec la rivière de Kanikourgan, à 14 km au sud de Blagovechtchensk. C'est un village russe frontalier de la république populaire de Chine.
Au sud du village se trouve le pont Blagovechtchensk-Heihe appelé aussi pont transfrontalier de l'Amour, qui enjambe le fleuve Amour et relie la Russie et la Chine dans l'agglomération transfrontalière Blagovechtchensk-Heihe. Sa construction a débuté en 2016 et s'est achevée en 2019.
La population du village était de 233 habitants en 2018 